# Engenharia de inteligência artificial
A engenharia de inteligência artificial (IA) é uma disciplina tecnológica voltada para o desenvolvimento, implementação e manutenção de sistemas que emulam a inteligência humana por meio de máquinas e softwares. Envolve a aplicação de princípios de engenharia para criar soluções capazes de aprendizado, raciocínio, percepção e tomada de decisão de forma autônoma, utilizando tecnologias como aprendizado de máquina (machine learning), processamento de linguagem natural (NLP) e visão computacional.
Com o aumento da automação e a crescente dependência de tecnologias inteligentes em setores como saúde, transporte e segurança, a engenharia de IA tem se tornado essencial para impulsionar inovações tecnológicas e transformar diversos campos da economia global.

## História
A engenharia de inteligência artificial tem suas origens nas primeiras pesquisas sobre automação e inteligência mecânica realizadas nas décadas de 1950 e 1960, como o Teste de Turing. Nessa época, os cientistas estavam interessados em criar sistemas que pudessem simular o raciocínio humano e resolver problemas de forma autônoma. Esse período marcou o início da exploração de conceitos fundamentais, como a lógica formal, a teoria da informação e as primeiras tentativas de construir sistemas baseados em regras.
O termo "inteligência artificial" foi cunhado em 1956, durante a Conferência de Dartmouth, evento amplamente reconhecido como o ponto de partida oficial da IA como um campo de estudo. Nos anos seguintes, projetos pioneiros, como o General Problem Solver (GPS), focavam na resolução de problemas através de estratégias algorítmicas. No entanto, as limitações tecnológicas da época, particularmente a falta de poder computacional, restringiam os avanços práticos.
Durante as décadas de 1970 e 1980, o campo da IA foi impulsionado por avanços em matemática aplicada, como a teoria dos grafos e o desenvolvimento de algoritmos de busca. Surgiram também os sistemas especialistas, que utilizavam grandes bases de conhecimento para resolver problemas em domínios específicos, como diagnósticos médicos e planejamento industrial. O sistema DENDRAL (1965) e o MYCIN (1972) são exemplos notáveis que demonstraram a eficácia de sistemas especializados em tarefas técnicas e científicas.
Porém, durante esse período, o campo sofreu com o que se chamou de "invernos da IA" — fases de estagnação causadas por expectativas exageradas e pela falta de resultados práticos, o que resultou em cortes de financiamento e diminuição do interesse no campo.
Foi a partir dos anos 1990 que a IA começou a retomar seu crescimento, impulsionada pelo aumento exponencial do poder computacional, pelo surgimento da Internet e pelo acesso a grandes volumes de dados, o que possibilitou o desenvolvimento de novos algoritmos de aprendizagem automática. Modelos baseados em redes neurais, anteriormente teóricos, começaram a ser utilizados de forma mais prática. O surgimento de técnicas de aprendizado supervisionado e não supervisionado marcou uma nova era para a IA, permitindo que os sistemas aprendessem diretamente a partir de dados, sem depender exclusivamente de regras predefinidas.
No início dos anos 2000, a engenharia de IA deu um salto significativo com o avanço das redes neurais artificiais e o surgimento de algoritmos de aprendizado profundo (deep learning). Pesquisadores como Geoffrey Hinton e Yann LeCun lideraram o desenvolvimento de redes neurais profundas, capazes de lidar com grandes quantidades de dados e identificar padrões complexos em imagens, sons e textos. Esses avanços permitiram que a IA fosse aplicada de maneira eficaz em áreas como visão computacional, processamento de linguagem natural e sistemas de recomendação.
Um dos principais marcos desse período foi a vitória do sistema AlphaGo, da empresa DeepMind, sobre campeões humanos no jogo de Go em 2016. Esse feito demonstrou o poder das técnicas de aprendizado profundo e reforçou a capacidade da IA em resolver problemas extremamente complexos, que exigem uma combinação de raciocínio estratégico e aprendizado autônomo.
Nos últimos anos, a engenharia de IA se consolidou como um campo robusto de engenharia, com aplicações práticas em setores como saúde, finanças, transporte e entretenimento. Tecnologias como veículos autônomos, assistentes virtuais e sistemas de diagnóstico médico automatizados são exemplos de como a IA tem transformado indústrias inteiras, além de impactar o cotidiano das pessoas.
Com o avanço das tecnologias de computação em nuvem e o desenvolvimento contínuo de algoritmos mais sofisticados, a engenharia de IA continua a expandir seus horizontes. A disciplina não apenas explora os limites técnicos da inteligência artificial, mas também lida com questões éticas e de governança relacionadas à implementação segura e responsável de sistemas inteligentes em larga escala.

## Fundamentos
Os fundamentos da engenharia de IA podem ser detalhados em diversas subáreas, cada uma com um papel essencial no desenvolvimento de sistemas inteligentes.

### Aprendizado de máquina (Machine Learning)
O aprendizado de máquina é o pilar central da engenharia de IA, baseado na criação de algoritmos que permitem que sistemas evoluam a partir da experiência adquirida com dados. O processo envolve a criação de modelos capazes de identificar padrões em grandes volumes de dados, aprimorando-se continuamente sem a necessidade de intervenção humana direta. Existem três tipos principais de aprendizado de máquina:
- Supervisionado: onde o modelo é treinado com base em exemplos rotulados, ou seja, onde as respostas corretas já são conhecidas.[18]
- Não supervisionado: o sistema deve descobrir padrões e estruturas ocultas em dados não rotulados.[19]
- Aprendizado por reforço: o agente aprende a tomar decisões ao interagir com um ambiente, recebendo recompensas ou punições com base em suas ações.[32]

### Deep Learning
Deep Learning é uma subárea do aprendizado de máquina que utiliza redes neurais artificiais profundas para processar e aprender com grandes volumes de dados. O termo "profundo" refere-se às múltiplas camadas de neurônios artificiais que compõem essas redes, permitindo que elas realizem tarefas altamente complexas, como reconhecimento de padrões visuais e de fala, interpretação de imagens e processamento de texto. Os avanços recentes nessa área foram possíveis devido ao aumento da capacidade computacional e à disponibilidade de grandes conjuntos de dados. Redes neurais convolucionais (CNNs) são amplamente utilizadas em visão computacional (trabalho com imagens e vídeos), enquanto redes neurais recorrentes (RNNs) são aplicadas em tarefas que envolvem sequência, como tradução automática.

### Processamento de Linguagem Natural (NLP)
Explora como os sistemas de IA podem interagir e entender a linguagem humana. Os avanços no NLP estão por trás de assistentes virtuais, sistemas de tradução automática e análise de sentimento. Essa subárea envolve diversas técnicas, desde o uso de modelos baseados em regras até métodos modernos baseados em transformadores, como o BERT e o GPT. Esses modelos permitem que as máquinas compreendam o contexto e as nuances da linguagem, possibilitando uma interação mais natural entre humanos e computadores.

### Sistemas de raciocínio
Os sistemas de raciocínio envolvem a criação de algoritmos que possibilitam a tomada de decisões com base em dados e regras lógicas. Eles são capazes de realizar inferências, resolver problemas e gerar planos de ação. Em IA, o raciocínio automatizado pode ser aplicado em tarefas como resolução de quebra-cabeças, diagnósticos médicos, planejamento estratégico, ou controle de sistemas complexos, como os sistemas de tráfego. A lógica simbólica e os algoritmos baseados em ontologias são alguns dos métodos utilizados para estruturar essas capacidades.

## Ferramentas e tecnologias

### Frameworks de aprendizado de máquina
Os frameworks permitem que engenheiros e cientistas de dados implementem e treinem modelos de aprendizado de máquina de forma eficiente, otimizando o uso de recursos computacionais.

#### TensorFlow
Desenvolvido pelo Google, o TensorFlow é um dos frameworks mais populares e poderosos para o desenvolvimento de redes neurais e modelos de deep learning. Suporta tanto CPU quanto GPU, sendo amplamente usado em produção e pesquisa.

#### PyTorch
Mantido pelo Facebook, PyTorch tem se destacado por sua facilidade de uso e por ser a escolha preferida de muitos pesquisadores. Ele permite a criação dinâmica de grafos computacionais, o que facilita o desenvolvimento rápido e iterativo de modelos.

#### Scikit-Learn
Uma biblioteca poderosa em Python, focada em algoritmos de aprendizado de máquina tradicional, como classificação, regressão e clustering. Scikit-Learn é amplamente utilizada em aplicações mais leves e com conjuntos de dados menores.

#### Keras
Inicialmente uma biblioteca de alto nível para o TensorFlow, Keras se destaca por sua simplicidade, permitindo a rápida prototipagem de modelos de deep learning sem necessidade de configurar os detalhes mais complexos.

### Plataformas de IA em nuvem
As plataformas de IA em nuvem têm sido um catalisador no desenvolvimento de soluções de IA em larga escala. Elas fornecem infraestrutura de alta performance e uma série de ferramentas que agilizam o processo de desenvolvimento.

#### AWS (Amazon Web Services)
O AWS oferece serviços como o SageMaker, que facilita o treinamento, ajuste e implantação de modelos de machine learning. Também fornece recursos computacionais em grande escala, como instâncias baseadas em GPU, ideais para treinamento de redes neurais profundas.

#### Microsoft Azure
Oferece uma série de serviços de IA e aprendizado de máquina, como o Azure Machine Learning, além de soluções integradas de inteligência artificial que permitem a criação e a implementação rápida de modelos em diferentes setores.

#### Google Cloud AI
Proporciona acesso ao TensorFlow Extended (TFX), uma plataforma para a criação de pipelines de machine learning de ponta a ponta. O Google Cloud oferece ainda APIs de IA pré-treinadas, como o Google Vision e o Natural Language API, que aceleram a integração de funcionalidades de IA em aplicações.

### Linguagens de programação

#### Python
É amplamente considerada a principal linguagem de programação no desenvolvimento de IA, graças à sua simplicidade e à vasta gama de bibliotecas e frameworks de machine learning e deep learning. Python facilita o trabalho com dados e modelos complexos, além de ser facilmente integrado com plataformas de IA em nuvem.

#### R
Muito utilizada em estatística e análise de dados, R é uma escolha popular em projetos de aprendizado de máquina voltados para modelagem estatística e exploração de dados. Suas bibliotecas, como caret e randomForest, são amplamente usadas em análise preditiva.

#### Java
Embora menos comum do que Python em IA, Java continua a ser uma escolha forte em projetos que exigem desempenho e escalabilidade, especialmente em sistemas de produção. Frameworks como Deeplearning4j permitem o desenvolvimento de modelos de aprendizado profundo nessa linguagem.

#### Julia
Linguagem emergente no campo de IA, Julia combina a simplicidade de Python com a eficiência de linguagens como C++, tornando-se cada vez mais relevante em projetos que exigem grande performance computacional.

### Bibliotecas de visualização de dados
São cruciais para compreender e comunicar os resultados de modelos de IA.

#### Matplotlib e Seaborn
Muito utilizados em Python, Matplotlib e Seaborn permitem a criação de gráficos estáticos e dinâmicos que ajudam a visualizar os padrões descobertos pelos modelos de aprendizado de máquina.

#### Tableau e Power BI
Tableau e Power BI são ferramentas de business intelligence que auxiliam na visualização de grandes volumes de dados e nos insights gerados por sistemas de IA, permitindo que os resultados sejam facilmente interpretados por públicos não técnicos.

## Gestão de ciclo de vida de modelos de IA
Gerenciar o ciclo de vida dos modelos de IA é um dos maiores desafios para os profissionais que trabalham com esta tecnologia, uma vez que envolve desde a criação e o desenvolvimento do modelo até sua implantação em sistemas reais e sua contínua manutenção. O gerenciamento eficaz desse ciclo é essencial para garantir que os modelos de IA permaneçam precisos, eficientes e relevantes em um ambiente de produção.

### Treinamento de modelos
O treinamento de modelos de IA é a fase inicial e crítica do ciclo de vida. Nessa etapa, os algoritmos de IA são alimentados com grandes volumes de dados, que são usados para ajustar os parâmetros do modelo. Esses parâmetros determinam como o modelo processa e interpreta os dados de entrada para gerar previsões ou decisões. Durante o treinamento, o modelo "aprende" padrões a partir dos dados, e esse processo é iterativo – quanto mais dados o modelo recebe, melhor ele pode ajustar seus parâmetros.
Além disso, técnicas como o aprendizado supervisionado, não supervisionado e o aprendizado por reforço podem ser empregadas, dependendo do tipo de modelo e da aplicação. Um desafio importante nesta fase é garantir que o modelo não sofra de overfitting, ou seja, que ele não se torne excessivamente especializado nos dados de treinamento, o que comprometeria sua capacidade de generalizar para novos dados.

### Validação e teste
Após o treinamento, a etapa de validação e teste é crucial para verificar a eficácia e a precisão do modelo. Os modelos de IA são avaliados com conjuntos de dados separados, que não foram usados no treinamento, para garantir que eles façam previsões corretas em novos cenários. Durante essa fase, são aplicadas métricas de desempenho como precisão, recall, F1-score e curvas ROC para medir a qualidade das previsões. O modelo também é testado para identificar e mitigar possíveis vieses nos dados ou na sua lógica, evitando que tome decisões injustas ou incorretas.
Outro aspecto crítico é a robustez do modelo: ele precisa ser capaz de lidar com dados ruidosos ou incompletos sem comprometer significativamente o desempenho. Testes de estresse também são comuns, onde o modelo é desafiado com dados extremos ou não convencionais para avaliar sua resiliência.

### Deploy (implantação) em produção
A implantação de um modelo de IA em produção é uma das fases mais complexas e desafiadoras da engenharia de IA. Após ser treinado e validado, o modelo precisa ser integrado a um sistema de produção, onde ele começará a funcionar em ambientes reais, processando dados e fazendo previsões em tempo real ou quase real. Nesse contexto, é necessário garantir que o modelo funcione de maneira eficiente e segura, seja em uma aplicação móvel, em um sistema de e-commerce, ou em uma plataforma de nuvem.
Uma das maiores preocupações nesta etapa é a escalabilidade: à medida que o volume de dados e o número de usuários aumentam, o modelo deve ser capaz de lidar com essa carga adicional sem degradação de desempenho. Ferramentas de orquestração de contêineres, como Kubernetes, são frequentemente utilizadas para garantir que os modelos possam ser escalados e gerenciados com eficiência. Além disso, questões relacionadas à segurança precisam ser abordadas, garantindo que os dados processados estejam protegidos contra acessos não autorizados.

### Monitoramento e atualizações
Após a implantação, o monitoramento contínuo é essencial para garantir que o modelo de IA esteja operando conforme esperado. Isso envolve verificar o desempenho do modelo em tempo real, monitorar a precisão das previsões e identificar possíveis desvios em relação ao comportamento esperado. O desempenho do modelo pode se degradar com o tempo devido a mudanças nos padrões dos dados, uma situação conhecida como drift de dados. Quando isso ocorre, o modelo precisa ser reavaliado e, em muitos casos, treinado com novos dados para restaurar sua precisão. Essa fase também envolve o ajuste e a otimização contínua do modelo, além de atualizações periódicas para incorporar novas funcionalidades ou melhorias no desempenho. Um sistema de feedback contínuo é muitas vezes implementado, onde os resultados do modelo são constantemente avaliados e comparados com os resultados reais, permitindo ajustes dinâmicos.

## Ética e responsabilidade
Uma parte fundamental da engenharia de inteligência artificial envolve abordar as questões éticas e as implicações sociais associadas ao desenvolvimento e ao uso de sistemas inteligentes. À medida que a IA se torna cada vez mais integrada a diversas áreas da sociedade, como saúde, justiça, finanças e segurança, os engenheiros de IA enfrentam o desafio de garantir que esses sistemas operem de maneira justa, segura e transparente, respeitando os valores humanos e promovendo o bem-estar social.

### Transparência
Muitos dos sistemas de IA, especialmente os que utilizam técnicas de aprendizado profundo, funcionam como “caixas-pretas”, nas quais o processo de tomada de decisão é opaco para os usuários e até mesmo para os desenvolvedores. No entanto, em muitas aplicações críticas, como diagnósticos médicos ou decisões judiciais, é essencial que as decisões de IA sejam explicáveis e compreensíveis para os usuários. A explicabilidade da IA, ou IA Explicável (XAI), proporcionam insights sobre como o modelo chegou a determinadas conclusões. Isso é crucial para aumentar a confiança nos sistemas de IA, garantindo que eles não sejam vistos apenas como mecanismos automáticos e inquestionáveis, mas como ferramentas que podem ser auditadas e ajustadas quando necessário.

### Viés algorítmico
O viés algorítmico ocorre quando os sistemas de IA perpetuam ou ampliam preconceitos existentes na sociedade. Isso pode acontecer quando os dados utilizados para treinar os algoritmos refletem desigualdades sociais ou discriminações históricas. Por exemplo, um sistema de IA usado em processos de recrutamento pode favorecer determinados grupos sociais ou raciais se for treinado com dados tendenciosos, resultando em discriminação. Para enfrentar esse problema, os engenheiros de IA devem se comprometer a avaliar rigorosamente os dados de treinamento, corrigir vieses e desenvolver algoritmos que sejam equitativos. Além disso, é importante promover a diversidade nas equipes que desenvolvem essas tecnologias, garantindo que diferentes perspectivas sejam consideradas durante o processo de criação e implementação dos modelos.

### Segurança
Os sistemas de IA, especialmente quando integrados em setores críticos como transporte, finanças e defesa, podem ser alvos de manipulação ou ataques cibernéticos. A segurança envolve proteger a integridade dos dados usados pelos sistemas, bem como garantir que os modelos de IA não sejam corrompidos ou mal utilizados. Isso é particularmente importante em aplicações como carros autônomos, onde falhas ou vulnerabilidades podem resultar em consequências graves para a segurança pública. Os engenheiros de IA devem desenvolver soluções robustas, aplicando técnicas de cibersegurança e adotando práticas de codificação seguras para prevenir possíveis falhas ou violações.

### Impacto no mercado de trabalho
A automação impulsionada por IA tem o potencial de transformar diversas indústrias, substituindo tarefas repetitivas e manuais por processos automatizados. Isso, por um lado, pode aumentar a eficiência e a produtividade, mas, por outro lado, pode levar à perda de empregos em certas áreas. Trabalhadores em setores como manufatura, transporte e até mesmo serviços financeiros podem ver suas funções substituídas por sistemas de IA. No entanto, a IA também pode criar novas oportunidades de trabalho, especialmente em áreas como ciência de dados, desenvolvimento de algoritmos e monitoramento de sistemas inteligentes. É responsabilidade dos engenheiros de IA considerar esses efeitos de maneira proativa, garantindo que os benefícios da automação sejam distribuídos de maneira justa.